# Celtic Woman: Silent Night
Celtic Woman: Silent Night – album kompilacyjny album zespołu Celtic Woman. Wydany 9 października 2012 roku. Na albumie znalazła się nowa piosenka, The Light Of Christmas Morn, zaśpiewana przez Chloë Agnew i Lisę Lambe. Pozostałe utwory w większości pochodzą z ich pierwszego albumu Celtic Woman: A Christmas Celebration, który został wydany w 2006 roku.

## Lista utworów
| Nr  | Tytuł                                               | Wykonawca                                                                  | Czas |
| --- | --------------------------------------------------- | -------------------------------------------------------------------------- | ---- |
| 1.  | "Away in a Manger"                                  | Órla Fallon                                                                | 2:32 |
| 2.  | "The Light of Christmas Morn"                       | Chloë Agnew, Lisa Lambe, Máiréad Nesbitt                                   | 4:04 |
| 3.  | "O Holy Night"                                      | Chloë Agnew, Órla Fallon, Lisa Kelly, Máiréad Nesbitt, Méav Ní Mhaolchatha | 4:26 |
| 4.  | "White Christmas"                                   | Chloë Agnew, Lisa Kelly, Méav Ní Mhaolchatha                               | 3:21 |
| 5.  | "Silent Night"                                      | Máiréad Nesbitt, Méav Ní Mhaolchatha                                       | 3:25 |
| 6.  | "Ave Maria"                                         | Chloë Agnew                                                                | 2:53 |
| 7.  | "Carol of the Bells"                                | Máiréad Nesbitt                                                            | 2:19 |
| 8.  | "Have Yourself a Merry Little Christmas"            | Chloë Agnew, Órla Fallon, Lisa Kelly, Máiréad Nesbitt, Méav Ní Mhaolchatha | 2:27 |
| 9.  | "Pie Jesu"                                          | Chloë Agnew, Lynn Hilary, Máiréad Nesbitt                                  | 3:29 |
| 10. | "Don Oíche Úd i mBeithil (That Night in Bethlehem)" | Chloë Agnew, Órla Fallon, Máiréad Nesbitt, Méav Ní Mhaolchatha             | 2:44 |
| 11. | "Wexford Carol"                                     | Méav Ní Mhaolchatha                                                        | 3:07 |
| 12. | "The Little Drummer Boy"                            | Chloë Agnew, Órla Fallon                                                   | 3:48 |
| 13. | "O Come, All Ye Faithful"                           | Chloë Agnew, Órla Fallon, Lisa Kelly, Máiréad Nesbitt, Méav Ní Mhaolchatha | 3:50 |